# MUX D
Il multiplex D della SRG SSR è stato un multiplex di 5 canali in onda sulla televisione digitale terrestre, irradiato nell'area di lingua tedesca della Svizzera più il Canton Grigioni; la sua composizione differiva dai mux irradiati nella Svizzera italiana e nella Svizzera francofona per la presenza di tutti i canali della SRF (nelle altre aree linguistiche svizzere era presente solo SRF 1).

## Composizione
Il multiplex si compone dei canali SRF 1, SRF zwei ed SRF info, canali in lingua tedesca e svizzerotedesca dell'ente televisivo statale svizzero, RSI LA1 ed RTS Un, prime emittenti delle altre aree linguistiche elvetiche.